# 仲呈祥
仲呈祥（1946年8月—），男，汉族，青海西宁人，中华人民共和国政治人物，中国共产党党员，曾任中国文联副主席、党组成员、书记处书记，第十一届全国政协委员。

## 生平
1964年参加工作。1981年毕业于中国社会科学院文学研究所。1984年加入中国作家协会。2008年，当选第十一届全国政协委员，代表文化艺术界，分入第二十七组。